# William Martin Leake
William Martin Leake   (Londres, 14 de gener de 1777 - Brighton, 6 de gener de 1860) va ser un militar anglès, topògraf, diplomàtic, antiquari, escriptor i membre de la Royal Society. Va servir a l'exèrcit britànic, passant gran part de la seva carrera als ports marítims del Mediterrani. Va desenvolupar un interès per la geografia i la cultura de les regions visitades, i va ser autor d'una sèrie d'obres, principalment sobre Grècia.

## Biografia
Va néixer a Londres, fill de John Martin Leake i Mary Calvert Leake. Després de completar la seva educació a la Reial Acadèmia Militar de Woolwich, va ser nomenat 2n Tinent al Regiment Reial d'Artilleria el 1794. Després d'haver passat quatre anys a les Índies Occidentals com a tinent d'artilleria marina, va ser ascendit a capità i va ser enviat el 1799 pel govern a Constantinoble per entrenar les forces de l'Imperi Otomà en l'ús de l'artilleria. L'Imperi Britànic havia decidit donar suport a l'otomà en la seva defensa contra la França napoleònica. Un viatge per Àsia Menor l'any 1800 per unir-se a la flota britànica a Xipre li va inspirar un interès per la topografia antiquari. El 1801, després de viatjar a través del desert amb l'exèrcit turc a Egipte, va ser, després de l'expulsió dels francesos, emprat en l'estudi de la vall del Nil fins a les cataractes ; però després d'haver navegat amb el vaixell compromès per transportar els marbres d'Elgin d'Atenes a Anglaterra, va perdre tots els seus mapes i observacions quan el vaixell es va enfonsar davant de Cerigo a Grècia.
Poc després de la seva arribada a Anglaterra va ser enviat a inspeccionar la costa d'Albània i la Morea, amb l'objectiu d'ajudar els turcs contra els atacs dels francesos des d'Itàlia, i d'això va aprofitar per formar una valuosa col·lecció de monedes i inscripcions. i explorar llocs antics. El 1807, havent esclatat la guerra entre Turquia i Anglaterra, va ser fet presoner a Salónica ; però, aconseguint el seu alliberament el mateix any, va ser enviat en missió diplomàtica a Ali Pasha de Ioannina, la confiança del qual va guanyar completament, i amb qui va romandre durant més d'un any com a representant britànic.
El 1810 se li va concedir una suma anual de 600 lliures esterlines pels seus serveis a Turquia. El 1815 es va retirar de l'exèrcit, en el qual ostentava el grau de coronel, dedicant la resta de la seva vida als estudis topogràfics i antics. Va ser admès com a membre de la Royal Society el 13 d'abril de 1815.
Va morir a Steyning, Sussex el 6 de gener de 1860. Els marbres recollits per ell a Grècia van ser presentats al Museu Britànic ; els seus bronzes, gerros, gemmes i monedes van ser comprats per la Universitat de Cambridge després de la seva mort, i ara es troben al Museu Fitzwilliam. També va ser elegit membre de la Royal Geographical Society, va rebre el DCL honorífic a Oxford (1816) i va ser membre de l'Acadèmia de Ciències de Berlín i corresponsal de l'Institut de França.

## Obres
- Researches in Greece (1814)
- The topography of Athens: With some remarks on its antiquities (1821)
- Journal of a tour in Asia Minor,: with comparative remarks on the ancient and modern geography of that country (1824)
- Travels in the Morea: With a map and plans (1830), and a supplement, Peloponnesiaca (1846)
- Travels in Northern Greece (1835)
- Numismata Hellenica (1854), followed by a supplement in 1859.[2]

La seva Topografia d'Atenes, el primer intent de tractament sistemàtic, va romandre durant molt de temps com una autoritat.